# Grant McCann
Grant McCann (Belfast, 14 aprile 1980) è un allenatore di calcio ed ex calciatore nordirlandese, di ruolo centrocampista, tecnico del Doncaster.

## Carriera

### Allenatore

#### Peterborough United
Il 16 maggio 2016, McCann è stato nominato manager Peterborough United con un contratto di quattro anni. È stato nominato allenatore del mese della League One per l'agosto del 2017, dopo che la sua squadra è iniziata alla grande all'inizio della stagione. Il 25 febbraio 2018, è stato esonerato dopo nessuna vittoria in sette partite.

#### Doncaster Rovers
Il 27 giugno 2018, McCann è stato annunciato come il nuovo allenatore di Doncaster Rovers. Li ha condotti agli spareggi nell'ultima giornata della stagione, il 4 maggio 2019, con una vittoria per 2-0 su Coventry City. Hanno concluso al sesto posto nella classifica di League One. Ha perso contro Charlton Athletic nelle fasi di semifinale degli spareggi. Dopo due gare il punteggio complessivo era di 4–4 con Charlton che vince 4–3 ai rigori.

#### Hull City
McCann è stato nominato capo allenatore del club Hull City il 21 giugno 2019 con un contratto di un anno. Il vicepresidente della città e figlio del proprietario Assem Allam, Ehab Allam ha dichiarato della nomina di McCann, "Grant è stato un candidato eccezionale con uno stile di gioco e una filosofia allineati a quelli del Club. Con una grande squadra di personale esistente in il loro sostegno e anche della rosa, spero in una stagione entusiasmante ". Il 14 luglio 2020, Hull ha perso 8-0 al Wigan Athletic, eguagliando la sconfitta record contro il Wolverhampton nel novembre 1911 e il risultato ha portato l'Hull tra gli ultimi tre. L'Hull è stato retrocesso in League One al 24º e ultimo posto dopo una sconfitta per 3-0 contro Cardiff City il 22 luglio. Nonostante la retrocessione, McCann ha dichiarato di sperare di gestire la squadra nella prossima stagione.

## Statistiche

### Statistiche da allenatore
Statistiche aggiornate al 18 maggio 2021.
| Stagione                | Squadra                 | Campionato              | Campionato | Campionato | Campionato | Campionato | Coppe nazionali | Coppe nazionali | Coppe nazionali | Coppe nazionali | Coppe nazionali | Coppe continentali | Coppe continentali | Coppe continentali | Coppe continentali | Coppe continentali | Altre coppe | Altre coppe | Altre coppe | Altre coppe | Altre coppe | Totale | Totale | Totale | Totale | % Vittorie | Piazzamento |
| Stagione                | Squadra                 | Comp                    | G          | V          | N          | P          | Comp            | G               | V               | N               | P               | Comp               | G                  | V                  | N                  | P                  | Comp        | G           | V           | N           | P           | G      | V      | N      | P      | %          | Piazzamento |
| ----------------------- | ----------------------- | ----------------------- | ---------- | ---------- | ---------- | ---------- | --------------- | --------------- | --------------- | --------------- | --------------- | ------------------ | ------------------ | ------------------ | ------------------ | ------------------ | ----------- | ----------- | ----------- | ----------- | ----------- | ------ | ------ | ------ | ------ | ---------- | ----------- |
| apr.-giu. 2016          | Peterborough Utd        | FL1                     | 3          | 2          | 0          | 1          | FACup+CdL       | -               | -               | -               | -               | -                  | -                  | -                  | -                  | -                  | FLT         | -           | -           | -           | -           | 3      | 2      | 0      | 1      | 66,67      | Sub. 13º    |
| 2016-2017               | Peterborough Utd        | FL1                     | 46         | 17         | 11         | 18         | FACup+CdL       | 4+2             | 2+1             | 1+0             | 1+1             | -                  | -                  | -                  | -                  | -                  | FLT         | 3           | 1           | 0           | 2           | 55     | 21     | 12     | 22     | 38,18      | 11º         |
| 2017-feb. 2018          | Peterborough Utd        | FL1                     | 33         | 12         | 11         | 10         | FACup+CdL       | 6+1             | 3+0             | 2+0             | 1+1             | -                  | -                  | -                  | -                  | -                  | FLT         | 6           | 3           | 2           | 1           | 46     | 18     | 15     | 13     | 39,13      | Eson.       |
| Totale Peterborough Utd | Totale Peterborough Utd | Totale Peterborough Utd | 82         | 31         | 22         | 29         |                 | 13              | 6               | 3               | 4               |                    | -                  | -                  | -                  | -                  |             | 9           | 4           | 2           | 3           | 104    | 41     | 27     | 36     | 39,42      |             |
| 2018-2019               | Doncaster               | FL1                     | 46+2       | 20+1       | 13+0       | 13+1       | FACup+CdL       | 6+2             | 4+1             | 1+0             | 1+1             | -                  | -                  | -                  | -                  | -                  | FLT         | 3           | 1           | 0           | 2           | 59     | 27     | 14     | 18     | 45,76      | 6º          |
| 2019-2020               | Hull City               | FLC                     | 46         | 12         | 9          | 25         | FACup+CdL       | 2+2             | 1+1             | 0+1             | 1+0             | -                  | -                  | -                  | -                  | -                  | -           | -           | -           | -           | -           | 50     | 14     | 10     | 26     | 28,00      | 24º (retr.) |
| 2020-2021               | Hull City               | FL1                     | 46         | 27         | 8          | 11         | FACup+CdL       | 2+3             | 1+0             | 1+2             | 0+1             | -                  | -                  | -                  | -                  | -                  | FLT         | 6           | 3           | 2           | 1           | 57     | 31     | 13     | 13     | 54,39      | 1º (prom.)  |
| Totale Hull City        | Totale Hull City        | Totale Hull City        | 92         | 39         | 17         | 46         |                 | 9               | 3               | 4               | 2               |                    | -                  | -                  | -                  | -                  |             | 6           | 3           | 2           | 1           | 107    | 45     | 23     | 49     | 42,06      |             |
| Totale carriera         | Totale carriera         | Totale carriera         | 222        | 91         | 52         | 79         |                 | 30              | 14              | 8               | 8               |                    | -                  | -                  | -                  | -                  |             | 18          | 8           | 4           | 6           | 270    | 113    | 64     | 93     | 41,85      |             |

## Palmarès

### Giocatore

#### Competizioni nazionali
- Football League Trophy: 1

Peterborough United: 2013-2014

### Allenatore

#### Competizioni nazionali
- Football League One: 1

Hull City: 2020-2021
- Campionato inglese di quarta divisione: 1

Doncaster: 2024-2025